# Jan Proski
Jan Proski z Kosiczyna herbu Samson (zm. ok. 1708 roku) – kasztelan czernihowski, starosta nakielski w latach 1668–1683, dworzanin królewski.
Jako senator wziął udział w sejmie elekcyjnym 1697 roku.
Był elektorem Michała Korybuta Wiśniowieckiego z województwa kaliskiego w 1669 roku. Jako poseł na sejm konwokacyjny 1674 roku z województwa kaliskiego był członkiem konfederacji generalnej zawiązanej 15 stycznia 1674 roku na tym sejmie. W 1674 roku był elektorem Jana III Sobieskiego z województwa poznańskiego. Poseł sejmiku średzkiego województw poznańskiego i kaliskiego na sejm koronacyjny 1676 roku. W 1697 r. brał udział w elekcji Augusta II i podpisał "oznajmienie króla nowo obranego" - dokument relacyjny o wyborze krola skierowany do sejmików., podpisał jego pacta conventa.